# Magyar aknászpók
A magyar aknászpók (Nemesia pannonica) az aknászpókfélék családjába (Nemesiidae) tartozó faj. A család a pókszabásúak (Arachnida) osztályán belül a pókok (Araneae) rendjébe, ezen belül a négytüdős pókok (Mygalomorphae) alrendjébe tartozik.

## Elterjedése
Magyarországon a  középhegységek déli oldalainak sziklás bokros részein él, legnagyobb egyedszámban a Villányi-hegységben, de Budapest környékén sem ritka.

## Megjelenésük
A magyar aknászpókoknál a nőstény és a hím egyaránt 11-12 milliméter hosszúságúra nőhet. Színe általában barnásvörös, de a fej két oldalán egy-egy, a tori részen 3-3 sötétbarna sugár alakú sáv húzódik, a pók utótestének középvonala sötét színű. Fontos jellegzetessége, hogy a csáprágókon kitinfogakból álló ásásra alkalmas képződmény van.

## Életmódjuk
A magyar aknászpók a többi aknászpókhoz hasonlóan nem sző hálót, hanem napközben egy földbe ásott aknában tartózkodik, éjjel innen vadászik az áldozataira. Az akna  általában egy hosszú, legfeljebb 30 centiméteres alagút, amelynek a falát a pók nyállal és talajszemcsékkel szilárdítja meg és fonallal béleli ki. Az aknáknak több funkciója van:  vadászat közben elrejtőznek benne, az utódok felnevelésére, fészek rakásra szolgál. Vadászat közben a pók az akna szájánál, félig elrejtőzve les a zsákmányra. A pók járatának nyílását egy csapóajtóval zárja le, amely sarokpánttal fel-le csapható és növényi maradványokkal álcázza. Ha egy rovar vagy más kisebb gerinctelen elhalad az akna előtt, a pók kibújik a rejtekhelyéről, zsákmányát villámgyorsan elkapja, megmérgezi és behúzza az aknába.

## Szaporodásuk
Párzási időszakuk tavaszra és őszre tehető. A nőstény a petéket az aknában levő fészekbe rakja le.

## Egyéb
A magyar aknászpók védett állat, természetvédelmi értéke 10 000 forint.